# Antônio Lara de Fontoura Palmeiro
Antônio Lara de Fontoura Palmeiro (Porto Alegre, 3 de março de 1858 — Porto Alegre, 30 de abril de 1886) foi um jornalista e político brasileiro.
Foi bacharel pela Faculdade de Direito de São Paulo, em 1880.
Foi nomeado presidente da província de Santa Catarina, por carta imperial de 20 de junho de 1885, governando o estado de 28 de junho a 29 de setembro de 1885.